# کاباک تو
کاباک تو (به لاتین: Kabak Too) یک رشته‌کوه در قرقیزستان است که در استان نارین واقع شده‌است.